# Dugolisna metvica
Dugolisna metvica (lat. Mentha longifolia), trajnica iz porodice medićevki. Domovina joj je Europa (bez Velike Britanije i Irske) i zapadna i središnja Azija, te dijelovi Afrike (sjever i jug bez tropa).
Može narasti do 1.2 metra visine.